# 가락고등학교
가락고등학교(可樂高等學校)는 대한민국 서울특별시 송파구 송파동에 있는 공립 고등학교이다.

## 학교 연혁
- 1988년 12월 23일 : 가락고등학교 인가
- 1989년 3월 1일 : 초대 안호순 교장 취임
- 1989년 3월 4일 : 제1회 신입생 (12학급 남 452명, 여 227명) 입학식
- 1989년 4월 28일 : 개교식
- 1992년 2월 13일 : 제1회 졸업식(675명)
- 1992년 7월 12일 : 학교건물 완공 (보통교실 40실, 특별교실 8실 등)
- 1998년 5월 20일 : 강당 겸 체육관 준공
- 2002년 5월 29일 : 정보종합센터 준공
- 2008년 10월 27일 : 인조잔디구장 완공
- 2009년 9월 25일 : 학생식당 완공
- 2022년 2월 9일 : 제31회 졸업식 (288명, 누적 16,718명)
- 2022년 3월 1일 : 제13대 김완섭 교장 취임
- 2022년 3월 2일 : 제34회 입학식(10학급 남 90명, 여 143명)

## 참고 자료
- 가락고등학교 - 한국교육학술정보원 학교알리미